# Helga Henning
Helga Henning po mężu Fricke (ur. 11 listopada 1937 w Laatzen, zm. 11 grudnia 2018 w Hamburgu) – niemiecka lekkoatletka, sprinterka. W czasie swojej kariery reprezentowała Republikę Federalną Niemiec.
Specjalizowała się w biegu na 400 metrów. Zajęła w nim 4. miejsce na mistrzostwach Europy w 1962 w Belgradzie.
Na pierwszych europejskich igrzyskach halowych w 1966 w Dortmundzie zwyciężyła w biegu na 400 metrów, wyprzedzając w finale Libuše Macounovą z Czechosłowacji i Maeve Kyle z Irlandii. Zajęła 5. miejsce w finale tej konkurencji na mistrzostwach Europy w 1966 w Budapeszcie, ustanawiając rekord RFN z czasem 54,1 s. Odpadła w eliminacjach biegu na 400 metrów na europejskich igrzyskach halowych w 1967 w Pradze.
Zajęła 7. miejsce w finale biegu na 400 metrów na igrzyskach olimpijskich w 1968 w Meksyku, w każdym biegu poprawiając rekord RFN aż do wyniku 52,8 s.
Henning była mistrzynią RFN w biegu na 400 metrów w 1962, 1963, 1966 i 1966 oraz wicemistrzynią na tym dystansie w 1967,  a także mistrzynią w sztafecie 4 × 100 metrów w 1963 i 1966. W hali była mistrzynią w biegu na 400 metrów w latach 1961, 1963, 1966 i 1967 oraz w biegu sztafetowym w latach 1962–1964.